# Geelbruine oogspanner
De geelbruine oogspanner (Cyclophora ruficiliaria) is een vlinder uit de familie spanners (Geometridae). De wetenschappelijke naam is voor het eerst geldig gepubliceerd in 1855 door Herrich-Schäffer.
De vlinder lijkt heel sterk op de gestippelde oogspanner en is daarvan op grond van uiterlijke kenmerken niet of nauwelijks te onderscheiden.
De soort komt voor in Zuid- en West-Europa. In Nederland en België is de soort zeer zeldzaam.